# Horisme incana
Horisme incana är en fjärilsart som beskrevs av Louis W. Swett 1917. Horisme incana ingår i släktet Horisme och familjen mätare. Inga underarter finns listade i Catalogue of Life.